# East Ham (metrostation)
East Ham is een station van de metro van Londen aan de District Line en Hammersmith & City Line. Het metrostation, dat in 1858 is geopend, ligt in de plaats East Ham. In 1902 begon de dienstregeling op de District Line.

## Geschiedenis
Het station werd op 31 maart 1858 geopend door de London, Tilbury and Southend Railway (LT&SR) als onderdeel van haar eigen, kortere, route tussen Fenchurch Street en Barking door het midden van de Parish of East Ham. Voorafgaand aan de aanleg van de lijn namen de treinen een langere route via Stratford en Forest Gate in het noorden. De nieuwe lijn had aanvankelijk alleen stations in Bromley, Plaistow en East Ham. In 1877 werd Upton Park toegevoegd ten westen van East Ham. In 1894 werd de East Ham loop, een verbindingsboog tussen East Ham en de Tottenham en Forest Gate Railway bij  Woodgrange Park, geopend.
De District Railway begon in 1902 met diensten van en naar Upminster langs het station. In 1905 werden twee geëlektrificeerde sporen aan de lijn toegevoegd die East Ham als oostelijke eindpunt hadden. De betekende dat de metro niet meer naar Upminster reed en dat reizigers in East Ham moesten overstappen tussen stoomtreinen en de metro. Op 1 april 1908 bereikten de geëlektrificeerde sporen Barking zodat daar overgestapt kon worden op meerdere spoorlijnen aldaar. De elektrificatie tussen Barking en Upminster werd na de Eerste Wereldoorlog weer opgepakt en sinds 12 september 1932 rijdt de metro  weer tot Upminster. 
In 1933 werd het openbaar vervoer in Londen genationaliseerd in London Transport en in 1936 werden de diensten van de Metropolitan Line doorgetrokken tot Barking. Deze dienst werd in 1990 als Hammersmith & City Line voortgezet. In 1962 was de LT&SR geëlektrificeerd en sindsdien rijden haar diensten als sneldienst naast de metro zonder te stoppen bij East Ham.

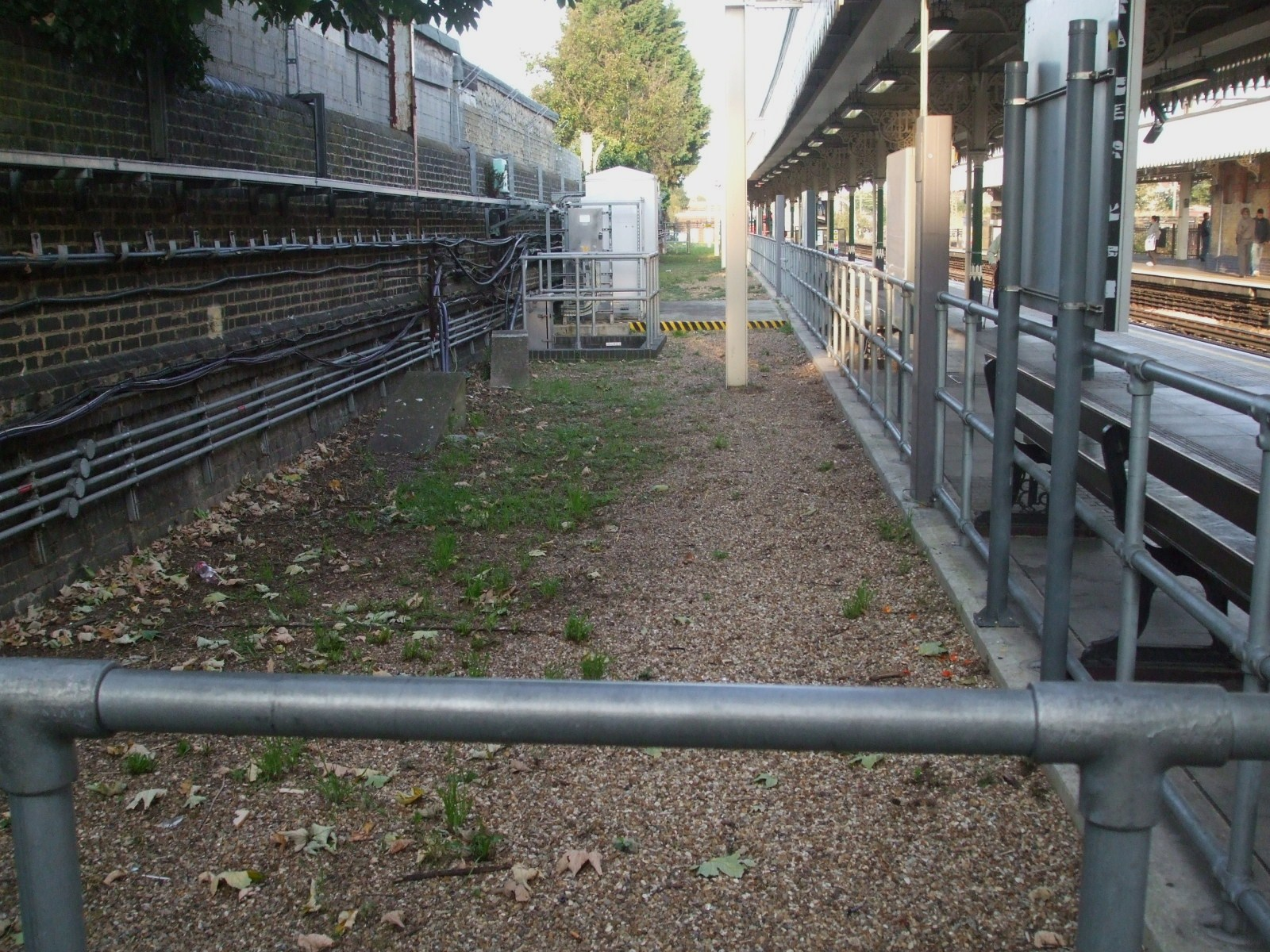
De spoorbak van het vroegere kopspoor aan de noordkant van het station.
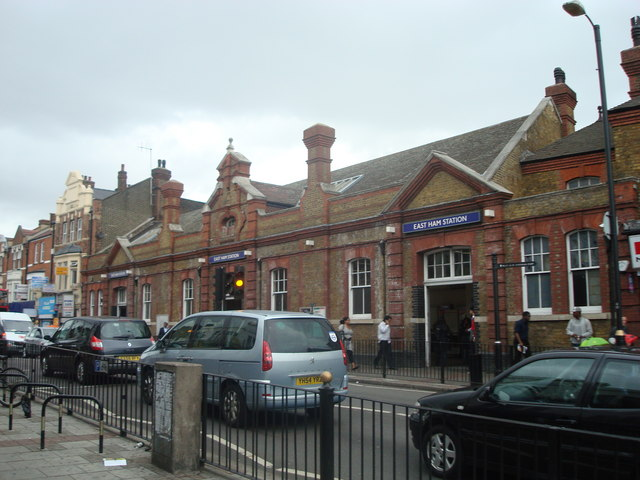
Het edwardiaanse stationsgebouw uit 1904.
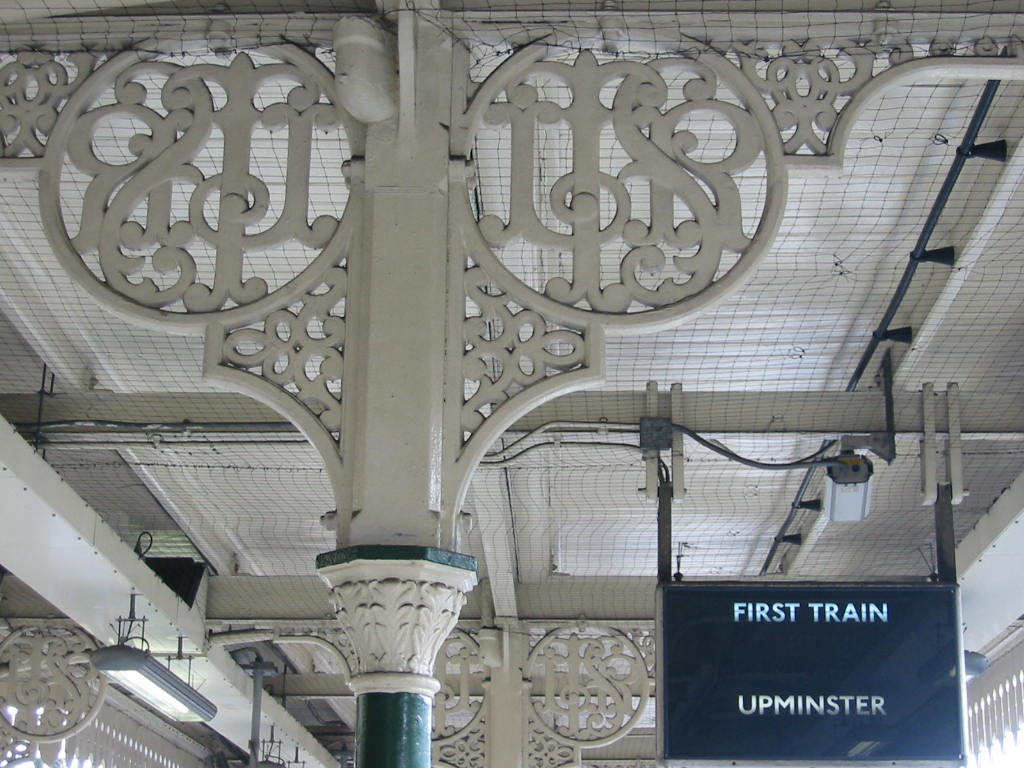
De gietijzeren LT&SR-monogrammen als dragers van de victoriaanse perronkap.

## Ligging en inrichting
Het grote edwardiaanse stationsgebouw werd gebouwd om plaats te bieden aan de eigen sporen van de metro die in 1905 werden geopend. Het station heeft twee perrons, één voor elke richting. Een groot deel van de oorspronkelijke victoriaanse perronarchitectuur is bewaard gebleven en in 2005 werden enkele restauratiewerkzaamheden uitgevoerd. De in onbruik geraakte perrons van de LT&SR tussen Fenchurch Street en Southend-diensten bevinden zich ten zuiden van de metrosporen. Aan de noordkant ligt een spoorbak waar vroeger het kopspoor van de, in 1958 gesloten, East Ham loop lag. Vlak ten oosten van het station ligt het depot van de LT&SR

## Reizigersdienst
Het station kent een, voor de voorsteden, grote reizigersstroom met 13,1 miljoen in- en uitstappers in 2010, dat nog steeds toeneemt. Naast de metro bieden buslijnen verbindingen naar Aldgate, Barking, Canning Town, East Beckton, Gallions Reach, Ilford, Manor Park, Oxford Circus (alleen 's nachts), Prince Regent, Romford, Stratford, Walthamstow en Wanstead. 
De metrodienst bestaat uit:

### Westwaarts
- 12 metro's per uur naar Upminster (District Line)
- 3 metro's per uur naar Barking (District Line)
- 6 metro's per uur naar Barking (Hammersmith & City Line)

### Oostwaarts
- 6 metro's per uur naar Richmond (District Line)
- 6 metro's per uur naar Ealing Broadway (District Line)
- 3 metro's per uur naar Wimbledon (District Line)
- 6 metro's per uur naar Hammersmith (Hammersmith & City Line)

## Ongevallen
- Op 12 november 1959 reed een reizigerstrein door rood en botste achterop een andere trein die in het station stond. Dertien mensen raakten gewond.
- Op 14 februari 1990 ontspoorde een transport van leeg materieel bestaande uit elektrische treinstellen van Class 305 en Class 308.

Hammersmith · 
Goldhawk Road · 
Shepherd's Bush Market ·
Wood Lane · 
Latimer Road · 
Ladbroke Grove · 
Westbourne Park · 
Royal Oak · 
Paddington · 
Edgware Road · 
Baker Street · 
Great Portland Street · 
Euston Square · 
King's Cross St. Pancras · 
Farringdon · 
Barbican · 
Moorgate · 
Liverpool Street · 
Aldgate East · 
Whitechapel · 
Stepney Green · 
Mile End · 
Bow Road · 
Bromley-by-Bow · 
West Ham · 
Plaistow · 
Upton Park · 
East Ham · 
Barking